# Stolperschwelle in Geislingen an der Steige
Die Stolperschwelle in Geislingen an der Steige dokumentiert die Stolperschwelle, die im Rahmen des Kunst-Projektes Stolpersteine von Gunter Demnig in Geislingen an der Steige verlegt wurde.

## Stolperschwelle
| Schwelle  | |
| Inschrift | JULI 1944 - APRIL 1945 ZWANGSARBEIT FÜR DIE DEUTSCHE RÜSTUNG - WMF ÜBER 800 FRAUEN UND MÄDCHEN DES AUSSENLAGERS KZ NATZWEILER-STRUTHOF GEHEN TÄGLICH DIESEN WEG IN DIE FABRIK SIE TEILEN DAS SCHICKSAL MIT MEHR ALS 2000 ZWANGSARBEITERN DER WMF DEPORTIERT - ENTWÜRDIGT - AUSGEBEUTET VIELE VON IHNEN VERLIEREN IHR LEBEN. |
| Ort       | Eberhardstraße 35 |

## Verlegedatum
- 15. September 2015